# پیوی الکترونیکس

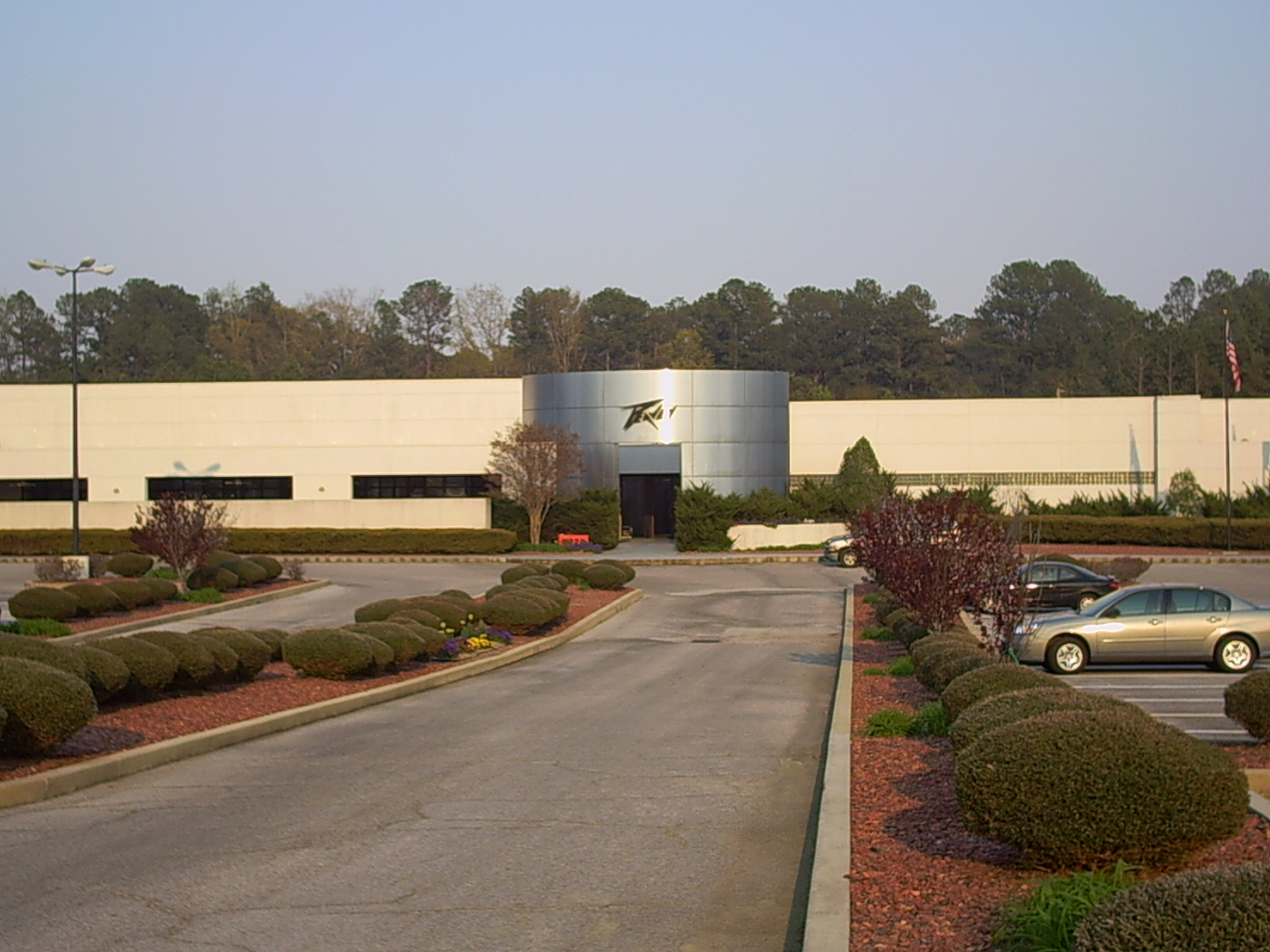
Peavey Electeonics co

پیوی الکترونیکس (انگلیسی: Peavey Electronics) شرکت تجهیزات موسیقی آمریکایی است، که در سال ۱۹۶۵ تأسیس شد.